# Nefotorealistické zobrazování
Nefotorealistické zobrazování je oblast počítačové grafiky, kde není snahou dosáhnout maximální podobnosti obrazu s reálným světem jako u fotorealistického zobrazování.
U nefotorealistického zobrazování je žádoucí dosáhnout buď uměleckého dojmu, například pomocí efektů simulace olejomalby nebo vykreslování v komiksovém stylu (čehož se využívá především v některých filmech a hrách), nebo větší přehlednosti za pomocí různých zvýraznění barev, křivek, obrysů či pomocí detekce hran (což má využití například v technických diagramech).